# Pelli Clarke Pelli Architects
Pelli Clarke Pelli Architects – amerykańskie biuro architektoniczne założone w 1977 w New Haven w stanie Connecticut.
Pelli Clarke Pelli Architects (poprzednia nazwa César Pelli & Associates Architects) jest biurem architektonicznym zajmującym się projektami na zlecenia korporacyjne, rządowe oraz prywatne. Biuro projektuje głównie budynki użyteczności publicznej: muzea, lotniska, laboratoria naukowe, sale koncertowe, budynki akademickie, hotele.  Największą sławę przyniosły mu jednak projekty wieżowców biurowo-mieszkalnych.
Firmę założył (w 1977) pochodzący z Argentyny architekt César Pelli, kiedy to objął funkcję dziekana wydziału architektury na Uniwersytecie Yale (w New Haven). Drugą osobą kierującą biurem, a także biorącą udział w jego zakładaniu, był Fred W. Clarke. Do zespołu należał też Rafael Pelli (syn Césara Pellego), który początkowo pracował w biurze w latach 1979–1981, by ponownie do niego dołączyć w 1989. Kierował on nowojorskim oddziałem firmy, powstałym w roku 2000.

## Niektóre nagrody
- 1989 – AIA Firm Award
- 1995 – Złoty Medal AIA dla Césara Pellego

## Główne projekty
- 1981–1987 – World Financial Center, Nowy Jork
- 1986 – One Canada Square, Londyn
- 1990 – Carnegie Hall Tower, Nowy Jork
- 1998 – Petronas Towers, Kuala Lumpur (Malezja)
- 2003 – Two International Finance Centre, Hongkong
- 2004 – Goldman Sachs Tower, Jersey City
- 2005 – Bloomberg Tower, Nowy Jork
- 2006 – Minneapolis Public Library, Minneapolis
- 2008 – Torre Repsol YPF, Buenos Aires
- 2010 – Torre Iberdrola, Bilbao (Hiszpania)